# Remco Torken
Remco Torken (Leiden, 3 januari 1972) is een Nederlands voetbalcoach en voormalig voetballer.

## Loopbaan
Torken maakte op 18-jarige leeftijd zijn competitiedebuut in de thuiswedstrijd van FC Den Haag tegen Feyenoord (2-0) op 8 april 1990, als invaller voor Edwin Grünholz. Tijdens zijn vierde profseizoen werd de centrumspits verhuurd aan TOP. Daar scoorde hij 12 goals in 12 wedstrijden. Dat leverde hem een transfer op naar VVV waar hij minder succesvol was en opnieuw werd uitgeleend aan TOP. Torken verkaste vervolgens naar België. Daar kwam de aanvaller uit voor KSC Lokeren en KSK Beveren. Tussendoor speelde hij ook nog kort in Spanje voor CP Mérida en Beijing Guoan in China.
In 2001 keerde Torken terug naar Nederland en speelde nog een seizoen profvoetbal bij Helmond Sport, vervolgens nog enkele jaren in het amateurvoetbal. In 2007 begon hij aan zijn eerste klus als trainer, als assistent bij Ter Leede.

## Statistieken
| Seizoen | Club          | Land      | Competitie         | Wed. | Goals |
| ------- | ------------- | --------- | ------------------ | ---- | ----- |
| 1989/90 | FC Den Haag   | Nederland | Eredivisie         | 2    | 0     |
| 1990/91 | FC Den Haag   | Nederland | Eredivisie         | 15   | 2     |
| 1991/92 | FC Den Haag   | Nederland | Eredivisie         | 21   | 0     |
| 1992/93 | FC Den Haag   | Nederland | Eerste divisie     | 6    | 1     |
| 1992/93 | TOP           | Nederland | Eerste divisie     | 12   | 12    |
| 1993/94 | VVV           | Nederland | Eredivisie         | 14   | 1     |
| 1993/94 | TOP           | Nederland | Eerste divisie     | 14   | 6     |
| 1994/95 | TOP Oss       | Nederland | Eerste divisie     | 31   | 12    |
| 1995/96 | KSC Lokeren   | België    | Tweede klasse      | 34   | 27    |
| 1996/97 | KSC Lokeren   | België    | Eerste klasse      | 17   | 6     |
| 1996/97 | CP Mérida     | Spanje    | Segunda División A | 9    | 1     |
| 1997/98 | KSK Beveren   | België    | Eerste klasse      | 30   | 9     |
| 1998/99 | KSK Beveren   | België    | Eerste klasse      | 18   | 5     |
| 1998/99 | Beijing Guoan | China     | Jia-A              | ?    | 3     |
| 1999/00 | KSK Beveren   | België    | Eerste klasse      | 22   | 13    |
| 2000/01 | KSK Beveren   | België    | Eerste klasse      | 27   | 7     |
| 2001/02 | Helmond Sport | Nederland | Eerste divisie     | 29   | 4     |
| Totaal  | Totaal        | Totaal    | Totaal             | ?    | 109   |